# جاستین جانستن
جاستین جانستن (انگلیسی: Justine Johnstone؛ ‏ ۳۱ ژانویهٔ ۱۸۹۵ – ۳ سپتامبر ۱۹۸۲) آسیب‌شناس، مدل و بازیگر تئاتر و سینما اهل ایالات متحده آمریکا بود. او که با نام خانوادگی همسرش کار می‌کرد، عضوی از تیمی بود که تکنیک مدرن تزریق داخل وریدی را توسعه داد.

## گزیده فیلم‌شناسی
- بوته آزمایش (۱۹۱۴)
- جمع اضداد محال است (۱۹۲۵)